# اریش سربک
اریش سربک (انگلیسی: Erich Srbek؛ ۴ ژوئن ۱۹۰۸ – ۲۴ فوریهٔ ۱۹۷۳) یک بازیکن فوتبال اهل جمهوری چک بود.